# Timarcha pimelioides
Timarcha pimelioides là một loài bọ cánh cứng trong họ Chrysomelidae. Loài này được Herrich-Schaeffer miêu tả khoa học năm 1838.